# Crista Cullen
Chay Crista Kerio Cullen (Boston, 20 agosto 1985) è una hockeista su prato britannica.

## Palmarès

### Olimpiadi
- 2 medaglie:
  - 1 oro (Rio de Janeiro 2016)
  - 1 bronzo (Londra 2012)

### Europei
- 2 medaglie:
  - 2 bronzi (Manchester 2007; Monchengladbach 2011)

### Champions Trophy
- 1 medaglia:
  - 1 argento (Rosario 2012)

### Giochi del Commonwealth
- 1 medaglia:
  - 1 bronzo (Melbourne 2006)